# 子飼橋停留場
子飼橋停留場（こかいばしていりゅうじょう）は、かつて熊本県熊本市にあった熊本市交通局幹線に属した電停（廃駅）である。

## 構造
単式1面1線であった。

## 歴史
- 1928年（昭和3年）12月26日 黒髪線・浄行寺町 - 当電停間開業に際し開業。
- 1972年（昭和47年）3月1日 幹線・水道町電停 - 浄行寺町 - 黒髪線・当電停間の廃止に伴い廃駅となる。

## 現在
以前は熊本 - 大分の大動脈であった国道57号だったが、バイパス道路の整備により熊本県道337号熊本菊陽線の一部になっている。

## 隣の停留場
熊本市交通局
黒髪線
浄行寺町電停 - 子飼橋電停